# Боснія і Герцеговина на літніх Паралімпійських іграх 2016
Боснія і Герцеговина брала участь в літніх Паралімпійських іграх 2016 року у Ріо-де-Жанейро (Бразилія), вшосте за свою історію. Олімпійська збірна країни складалася з 14 спортсменів :13 чоловіків (збірна з волейболу сидячи) та 1 жінки. Спортсмени взяли участь у 2 видах спортивних змагань: з легкої атлетики та волейболу сидячи. Прапороносцем на церемонії відкриття була метальниця ядра Дженіта Кліцо. Олімпійці Боснії і Герцеговини завоювали одну срібну медаль.

## Волейбол сидячи

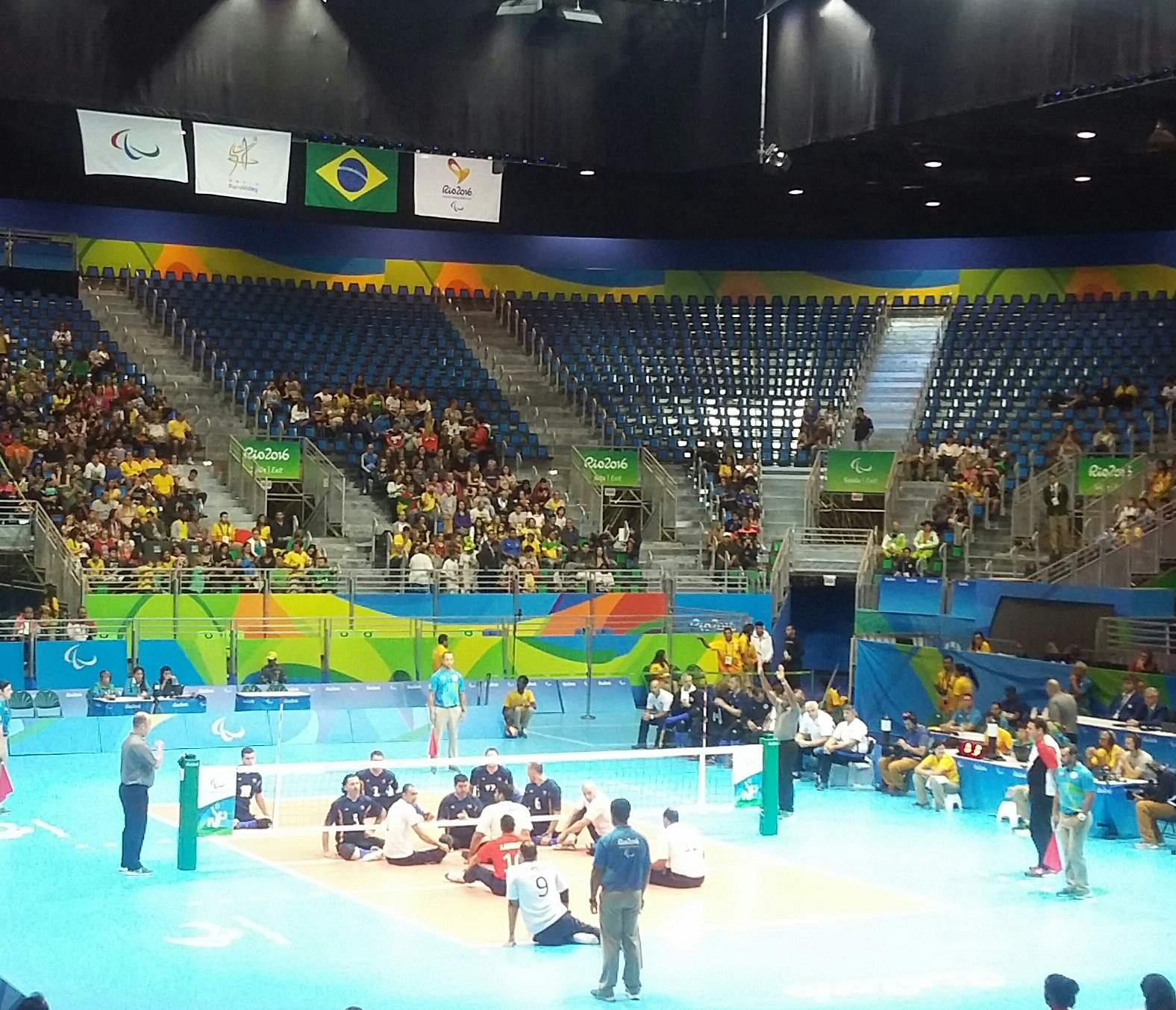
Чоловіча олімпійська збірна з волейболу сидячи Боснії і Герцеговини на Паралімпіаді-2016

## Медалісти
| Медаль        | Медалісти | Дисципліна        | Змагання | Дата            |
| ------------- | --- | ----------------- | -------- | --------------- |
| Срібло        | Чоловіча збірна з волейболу сидячи \| Аднан Кесмер \| \| Ермін Юсуфович \| \| \| \| Аднан Манко \| \| Ісмет Годиняк \| \| \| \| Армін Сехич \| \| Мірзет Дуран \| \| \| \| Асим Медич \| \| Низам Чанчар \| \| \| \| Бенис Кадрич \| \| Сабахудін Делалич \| \| \| \| Джевад Хамзич \| \| Сафет Алибасич \| \| \| | Волейбол          | сидячи   | 18 вересня 2016 |
| Аднан Кесмер  | | Ермін Юсуфович    |          |                 |
| Аднан Манко   | | Ісмет Годиняк     |          |                 |
| Армін Сехич   | | Мірзет Дуран      |          |                 |
| Асим Медич    | | Низам Чанчар      |          |                 |
| Бенис Кадрич  | | Сабахудін Делалич |          |                 |
| Джевад Хамзич | | Сафет Алибасич    |          |                 |

| Аднан Кесмер  |  | Ермін Юсуфович    |  |  |
| Аднан Манко   |  | Ісмет Годиняк     |  |  |
| Армін Сехич   |  | Мірзет Дуран      |  |  |
| Асим Медич    |  | Низам Чанчар      |  |  |
| Бенис Кадрич  |  | Сабахудін Делалич |  |  |
| Джевад Хамзич |  | Сафет Алибасич    |  |  |

| п о р | п о р                | п о р | Матчів | Матчів | Сети | Сети | Сети  | М'ячі | М'ячі | М'ячі |
| Місце | Команда              | Очки  | В      | П      | В    | П    | В:П   | В     | П     | В:П   |
| ----- | -------------------- | ----- | ------ | ------ | ---- | ---- | ----- | ----- | ----- | ----- |
| 1     | Іран                 | 6     | 3      | 0      | 9    | 0    | MAX   | 228   | 173   | 1.318 |
| 2     | Боснія і Герцеговина | 5     | 2      | 1      | 6    | 3    | 2.000 | 206   | 184   | 1.120 |
| 3     | Україна              | 4     | 1      | 2      | 3    | 8    | 0.375 | 237   | 265   | 0.894 |
| 4     | Китай                | 3     | 0      | 3      | 2    | 9    | 0.222 | 216   | 265   | 0.815 |

| 10 вересня 2016 20:30 | Боснія і Герцеговина | 3-0 | Україна | Ріосентро 6, Ріо-де-Жанейро |
| 10 вересня 2016 20:30 |                      |     |         | Ріосентро 6, Ріо-де-Жанейро |

| 12 вересня 2016 20:30 | Іран | 3-0 | Боснія і Герцеговина | Ріосентро 6, Ріо-де-Жанейро |
| 12 вересня 2016 20:30 |      |     |                      | Ріосентро 6, Ріо-де-Жанейро |

| 14 вересня 2016 18:30 | Боснія і Герцеговина | 3-0 | Китай | Ріосентро 6, Ріо-де-Жанейро |
| 14 вересня 2016 18:30 |                      |     |       | Ріосентро 6, Ріо-де-Жанейро |

| 16 вересня 2016 18:30 | Єгипет | 0-3 | Боснія і Герцеговина | Ріосентро 6, Ріо-де-Жанейро |
| 16 вересня 2016 18:30 |        |     |                      | Ріосентро 6, Ріо-де-Жанейро |

| 18 вересня 2016 12:35 | Боснія і Герцеговина | 1-3 | Іран | Ріосентро 6, Ріо-де-Жанейро |
| 18 вересня 2016 12:35 |                      |     |      | Ріосентро 6, Ріо-де-Жанейро |

| Атлетка       | Дисципліна     | Категорія | Результат | Місце |
| ------------- | -------------- | --------- | --------- | ----- |
| Дженіта Кліцо | штовхання ядра | F54       | 5.47 м    | 7     |

| Паралімпійські ігри | Це незавершена стаття про Паралімпійські ігри. Ви можете допомогти проєкту, виправивши або дописавши її. |

| Прапор Боснії і Герцеговини | Це незавершена стаття про Боснію і Герцеговину. Ви можете допомогти проєкту, виправивши або дописавши її. |